# Sachalin-Bucht
Die Sachalin-Bucht (russisch Сахалинский залив) ist eine Bucht im Westen des Ochotskischen Meeres.
Die Sachalin-Bucht liegt zwischen der asiatischen Festlandsküste nördlich der Amurmündung im Westen und der Nordküste der Insel Sachalin im Osten. Die Sachalin-Bucht öffnet sich nach Norden hin. Sie besitzt eine Buchttiefe von etwa 100 km sowie eine maximale Breite von 158 km. Am Übergang zu dem sich im Süden anschließenden Tatarensund beträgt die geringste Buchtbreite 22 km. An der Festlandsküste liegt die lagunenartige Stschasstja-Bucht, in welche die Iska mündet. An der Nordküste von Sachalin befindet sich die Baikalbucht mit dem Fischereihafen Moskalwo sowie die Pomorbucht, beide lagunenähnlich mit einer vorgelagerten Insel namens Usch bzw. einer Nehrung.
Die Sachalin-Bucht ist zwischen Mitte November und Ende April eisbedeckt. Die Küsten sind meist flach. Die unregelmäßig auftretenden Gezeiten weisen einen Tidenhub von 2–3 m auf.

## Tierwelt
In der Sachalin-Bucht wird Fischerei betrieben. Es werden Lachs und Kabeljau gefangen. Im Frühjahr und Sommer versammeln sich Weißwale in der Sachalin-Bucht, um Fische zu jagen, die sich auf dem Weg zu ihren Laichgewässern befinden.